# Adhesión de Suecia a la OTAN
La adhesión de Suecia a la OTAN se refiere al proceso que llevó a la membresía de dicho país en la Organización del Tratado del Atlántico Norte. El ingreso de Suecia a la OTAN se efectuó oficialmente el 7 de marzo de 2024,convirtiéndose así en el trigésimo segundo país de la OTAN.

## Contexto

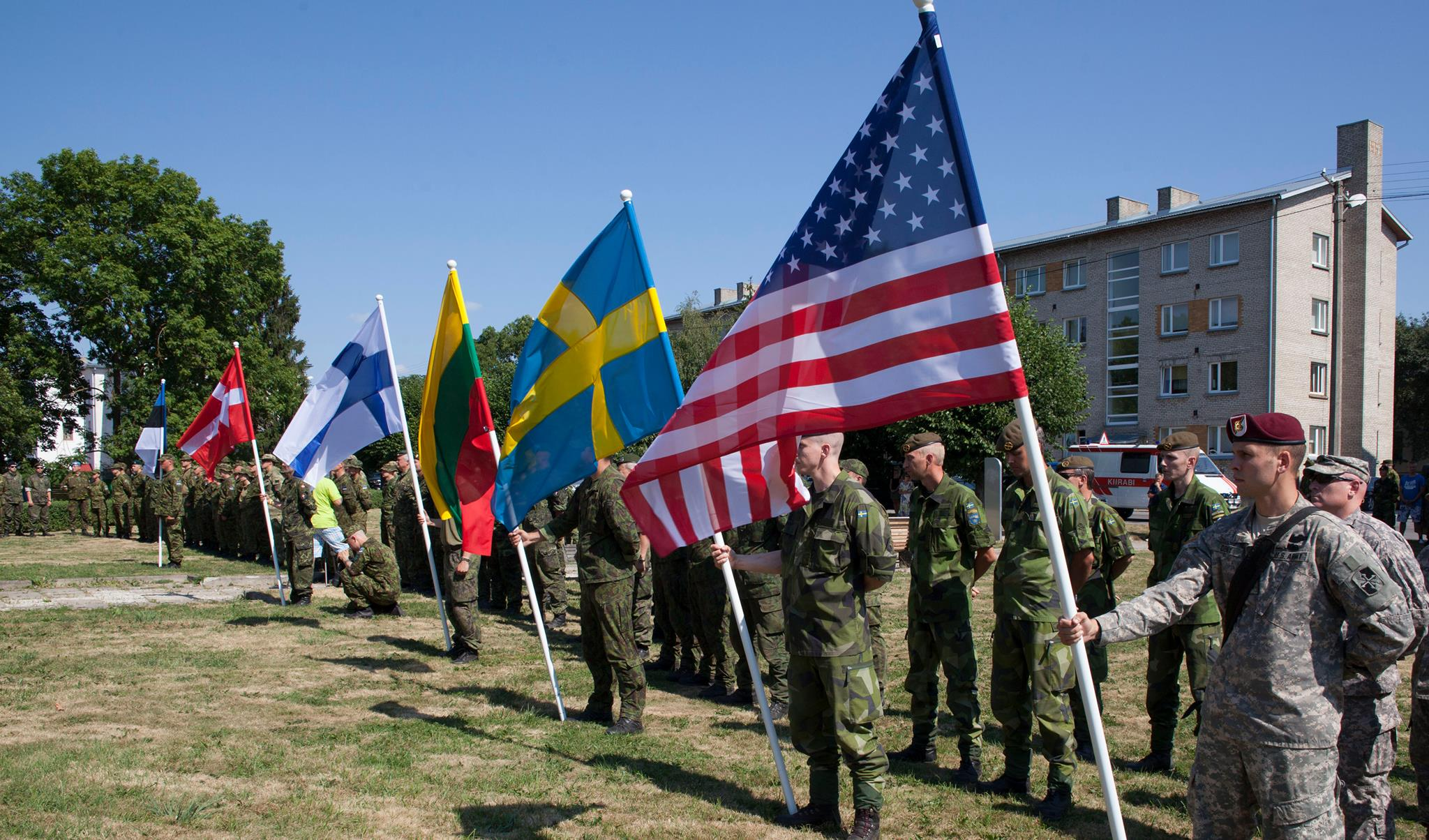
Suecia tiene una estrecha relación con los miembros de la OTAN, y los participantes en los ejercicios de entrenamiento como el Desafío Recon Almirante Pitka en Estonia.

En 1949 Suecia optó por no unirse a la OTAN y declaró una política de seguridad con el objetivo de no alineación en paz y neutralidad en la guerra. Una versión modificada ahora califica la no alineación en paz para una posible neutralidad en la guerra. Esta posición se mantuvo sin mucha discusión durante la Guerra Fría. Desde la década de 1990, sin embargo, ha habido un debate activo en Suecia sobre la cuestión de la composición de la OTAN en el mundo posterior a la Guerra Fría. Estas divisiones ideológicas fueron visibles en noviembre del 2006, cuando Suecia podría si bien comprar dos nuevos aviones de transporte o unirse a la OTAN, y en diciembre de 2006, cuando Suecia fue invitada a unirse a la Fuerza de Respuesta de la OTAN.
Suecia ha sido participante activa en la OTAN dirigida por misiones en Bosnia (IFOR y SFOR), Kosovo (KFOR), Afganistán (ISAF) y Libia (Operación Protector Unificado).

### Integración de la Unión Europea en materia de Defensa
Genéricamente el concepto de autonomía estratégica se vincula a las capacidades indispensables para llevar a cabo acciones militares autónomas. Específicamente, el concepto cuenta con tres dimensiones: política (estrategia), operativa (capacidades) o industrial (equipos). Su implementación obliga a redefinir el concepto de soberanía de cada Estado miembro de la UE, ya que, debido a la pérdida capacidad militar para garantizar su soberanía individualmente, los gobiernos deben evaluar qué partes de su defensa se europeízan y el nivel de especialización al que optan.
Este enfoque ha ganado terreno tras el Brexit mientras la UE buscaba una respuesta a la relativa crisis del multilateralismo, la creciente competencia entre China y Estados Unidos, el potencial agitador de Rusia y los diversos conflictos latentes en la vecindad de la UE. Así, la retirada de tropas estadounidenses de Afganistán en el verano de 2021 sirvió para que la UE reafirmara sus pretensiones para el fortalecimiento de su defensa ya que parte de los líderes europeos consideraron que el incidente —la Unión se opuso no solo a la retirada, sino también a la forma en que se hizo— era una señal de que Estados Unidos estaba regresando al aislacionismo y volviéndose menos confiable. En consecuencia, el Discurso sobre el estado de la Unión pronunciado en septiembre de 2021 por Von der Leyen, planteó varios planes de coordinación entre los miembros de la UE y propuestas sobre cooperación global. «Estamos entrando en una nueva era de hipercompetitividad», dijo, y sugirió que Europa se convierta en «un jugador global más activo».
Mientras tanto se ha puesto en marcha la llamada Capacidad Militar de Planificación y Ejecución (CMPE), que se aprobó en junio de 2017. Los Estados miembros desbloquearon la creación de este cuartel en Bruselas que planifica y ejecuta las misiones militares no ejecutivas. Este embrión de cuartel militar permanente de la UE asumió el mando de las misiones de formación militar de la Unión en África Central, Mali y Somalia.

## Historia
Durante la primera fase de la guerra ruso-ucraniana aumentaron los llamados para la adhesión a la OTAN por parte de políticos notables en Suecia. El partido del Centro se oponía al ingreso en la OTAN hasta septiembre del 2015, cuando la dirección del partido en virtud de Annie Lööf anunciaron el movimiento para cambiar la política del partido con el fin de presionar por Suecia para unirse a la OTAN en su próxima conferencia del partido. Los democristianos, también opuestos anteriormente, así mismo votaron a favor de la membresía de la OTAN en su reunión del partido el 9 de octubre del 2015.

## Sondeos de opinión
Un sondeo de opinión ha mostrado un modesto aumento en el apoyo para la integración en la OTAN entre los suecos desde 2008 según Ipsos, al pasar de 22% en mayo del 2008 a 33% en enero del 2015, con otro del Instituto SOM en mayo del año 2015 que muestra números similares. De acuerdo con Svenska Dagbladet, el apoyo en 2011 estaba en un 23%, y se levantó de manera significativa al 41% en 2015 septiembre, cuando solo el 39% de los encuestados se oponían a la integración en la OTAN. Una encuesta de octubre del 2014 encargada por TV4 Noticias también mostró ligeramente más encuestados apoyando ser miembros que oponerse a ello. En 2014, la noticia de que un experto militar en Suecia había calculado que el país podría resistir durante una semana si es atacado, levantó temporalmente el apoyo la adhesión a la OTAN en las encuestas.